# Comuna de Niegowa
Niegowa (polaco: Gmina Niegowa) é uma gmina (comuna) na Polónia, na voivodia de Silésia e no powiat (condado) de Myszków. A sede da comuna é a aldeia de Niegowa.
De acordo com os censos de 2004, a comuna tem 5841 habitantes, com uma densidade 66,7 hab/km².

## Área
Estende-se por uma área de 87,57 km², incluindo:
- área agricola: 78%
- área florestal: 14%

## Demografia
Dados de 30 de Junho 2004:
|                      | Total   | Total | Mulheres | Mulheres | Homens  | Homens |
| -------------------- | ------- | ----- | -------- | -------- | ------- | ------ |
|                      | pessoas | %     | pessoas  | %        | pessoas | %      |
| População            | 5841    | 100   | 2934     | 50,2     | 2907    | 49,8   |
| Densidade (pop./km²) | 66,7    | 100   | 33,5     | 33,5     | 33,2    | 33,2   |

De acordo com dados de 2002, o rendimento médio per capita ascendia a 1374,76 zł.

## Subdivisões
- Antolka, Bliżyce, Bobolice, Brzeziny, Dąbrowno, Gorzków Nowy, Gorzków Stary, Ludwinów, Łutowiec, Mirów, Moczydło, Mzurów, Niegowa, Niegówka, Ogorzelnik, Postaszowice, Sokolniki, Tomiszowice, Trzebniów, Zagórze.

## Comunas vizinhas
- Irządze, Janów, Kroczyce, Lelów, Włodowice, Żarki